# Terry Jermy
Terry James Jermy (né en août 1985) est un homme politique britannique qui est député de la circonscription de South West Norfolk depuis 2024. Membre du Parti travailliste, il bat l'ancienne Première ministre Liz Truss, qui représentait la circonscription depuis 2010.

## Biographie
Jermy est né à Thetford et est propriétaire d'une petite entreprise et du magazine About Thetford depuis 2013. Avant son élection au Parlement, Jermy est conseiller local de Thetford au conseil de district de Breckland et au conseil du comté de Norfolk,. Il est également maire de Thetford au cours de l'année municipale 2016/17 et est le premier maire ouvertement gay de la ville.
Il est choisi comme candidat travailliste pour la circonscription de South West Norfolk pour les élections générales de 2024. Il est  élu avec un peu plus d'un quart des suffrages exprimés (26,7%), ce qui représente la plus faible part de voix gagnantes lors des élections générales,. Il bat Truss, qui représentait la circonscription depuis 2010, renversant ainsi la large majorité de 26 000 voix de Truss. Le Spectator qualifie le résultat de « moment Portillo ».
Après avoir remporté le siège et battu Truss, Jermy devient le premier député travailliste du sud-ouest de Norfolk depuis Albert Hilton qui a perdu le siège aux élections générales de 1964.